# Soera De Maan
Soera De Maan is een soera van de Koran.
De soera is vernoemd naar het splijten van de maan als voorteken van de Laatste Dag, zoals beschreven in aya 1. In ayat 9 t/m 17 staat het verhaal van Nuh en de ark. Daarop worden enkele geschiedenissen aangehaald waarbij de waarschuwing als leugen werd gezien, zoals bij het volk van Lut en de farao.

## Bijzonderheden
Ayat 44 t/m 46 zouden zijn geopenbaard in Medina. Aya 17 en aya 22 zijn identiek aan elkaar.